# Famille Bertrand - Hermite
Pour les articles homonymes, voir Familles Bertrand et Hermite.
La famille Bertrand alliée à la famille Hermite a donné aux XIXe et XXe siècles des personnalités françaises, essentiellement dans le domaine scientifique, et comptant notamment une quinzaine de membres de l'Académie des sciences, deux membres de l'Académie française, deux membres de l'Académie des inscriptions et belles-lettres, un membre de l'Académie de médecine, deux femmes de lettres dont une lauréate du Prix Femina, quatre peintres dont un lauréat du Prix de Rome, plusieurs députés, un ministre, un secrétaire d'État, plusieurs maires, conseillers généraux et un président de conseil général.

## Liens de filiation entre les personnalités notoires
Cette généalogie simplifiée présente ici les principales personnalités, notamment scientifiques, des familles Bertrand, Hermite et de leurs descendants,,,.
- Louis Alexandre Bertrand (1766-1839), marchand, commerçant. En 1791, il épouse Françoise Goupil.
  - Alexandre Bertrand Alexandre Jacques François Bertrand (1795-1831), médecin, écrivain scientifique. En 1818, il épouse Marie-Caroline Blin[a].
    - Alexandre BertrandAlexandre Bertrand (1820-1902), archéologue, membre de l'Académie des inscriptions et belles-lettres. En 1860, il épouse Amélie Berthe Lévy (1840-1913)[b].
      - Amélie Bertrand (1861-1944)Paul Appell épouse en 1881 Paul Appell (1855-1930), mathématicien, membre de l'Académie des sciences.
        - Camille Marbo Émile BorelMarguerite Appell (1883-1969), écrivain sous le nom de Camille Marbo, présidente de la Société des gens de lettres. En 1901, elle épouse Émile Borel (1871-1956), mathématicien, député, ministre, résistant, membre de l'Académie des sciences.
        - Germaine Appell (1885-1965), docteur en médecine, radiologue. Elle épouse Jacques Duclaux (1877-1978), biologiste et chimiste, membre de l'Académie des sciences[c].
        - Pierre Appell Pierre Appell (1887-1957), secrétaire général de l'Assemblée nationale, député, sous-secrétaire d'État. En 1911, il épouse Jeanne Dainville[d].
          - Claude Appell (1919-1976), écrivain de littérature de jeunesse, directeur de collection (Série 15, éditions Gautier-Languereau) et rédacteur de périodiques (Terres des jeunes, Francs-jeux), épouse en 1941 Jany Salon, puis Marie-Madeleine Haillot (1921-2006).
          - Geneviève Appell (née en 1924), psychologue clinicienne spécialiste de la maternité et du développement infantile.

      - Henry Bertrand Henry Bertrand (1863-1940), maire de Saint-Germain-en-Laye, président du Conseil général de Seine-et-Oise.

    - Joseph Bertrand Joseph Bertrand (1822-1900], mathématicien, secrétaire perpétuel de l'Académie des sciences, membre de l'Académie française. En 1844, il épouse Louise Céline Aclocque.
      - Marcel BertrandMarcel Alexandre Bertrand (1847-1907), géologue, membre de l'Académie des sciences. En 1886, il épouse Mathilde Mascart (1866-1951)[e].
        - Fanny Bertrand (1889-1939) épouse en 1908 William Laparra (1873-1920), artiste peintre, prix de Rome en 1898.
        - Claire Bertrand (1890-1969), artiste peintre. Willy EisenschitzEn 1914, elle épouse Willy Eisenschitz (1889-1974, artiste peintre.
          - Eveline Paquerette Eisenschitz (1915) dite Evelyn Marc, artiste peintre. En 1949, elle épouse Michel Koch (1913-2005), philosophe.

        - Thérèse BertrandThérèse Bertrand-Fontaine (1895-1987), docteur en médecine, première femme médecin des hôpitaux de Paris, 2e femme membre titulaire de l'Académie nationale de médecine. En 1919, elle épouse Philippe Fontaine[f].
          - Martine Fontaine (1920-1996), médecin ophtalmologiste, professeur des universités.
          - Rémi Fontaine (1923-1945), déporté résistant.

        - Louise Fanny Blanche Bertrand, dite Yvette (1901-1992)[6]Eugène Raguin épouse en 1925 Eugène Raguin (1900-2001), géologue, directeur de la Carte géologique de France.

      - Joseph Désiré Bertrand (1853-1929), ingénieur, colonel d'artillerie.
      - Léon Gratien Bertrand (1858-1951), ingénieur en chef des Ponts et chaussées, directeur de la Compagnie parisienne du gaz.

    - Louise Arsène Pauline Bertrand (1825-1901)Charles Hermite épouse en 1848 Charles Hermite (1822-1901), mathématicien, membre de l'Académie des sciences.
      - Isabelle Hermite (1849-1932)Georges Forestier épouse en 1868 Georges Forestier (1838-1905), inspecteur général des Ponts et chaussées, président du Congrès international de l'automobile.
      - Émile PicardMarie Hermite (1860-1945). En 1881, elle épouse Émile Picard (1856-1941), mathématicien, membre de l'Académie française, secrétaire perpétuel de l'Académie des sciences.

  - Jean-Marie Constant Duhamel Virginie Bertrand épouse Jean-Marie Duhamel (1797-1872), mathématicien, physicien, membre de l'Académie des sciences.

## Pour approfondir